# 安德森山塊
安德森山塊（英語：Anderson Massif）是南極洲的山塊，位於埃爾斯沃思地，是埃爾斯沃思山脈中赫里蒂奇嶺的一部分，海拔高度2,190米，以地質學家命名，現時由南極條約體系管理。
79°10′S 84°45′W / 79.167°S 84.750°W